# Геммология
Геммология (от лат. gemma — «самоцвет, драгоценный камень», и др.-греч. λόγος — «слово, разум») — наука о самоцветах, совокупность сведений о драгоценных и поделочных камнях (физических свойствах и химическом составе), их декоративно-художественных достоинствах для ювелирного и камнерезного производства. Она изучает геологию месторождений, технологию обработки камней. Используется для определения минерального вида драгоценного камня и его происхождения (отличие от синтетических аналогов и имитаций). Разрабатывает методы улучшения свойств камней.

## История
Драгоценные и поделочные камни изучают минералоги и петрографы c XVIII века. Специалисты в области определения, оценки и сертификации драгоценных, полудрагоценных и поделочных камней — это геммологи. Первым геммологическим учреждением в мире стал геммологический комитет Великобритании. Он был создан Национальной ассоциацией ювелиров Великобритании (NAG) в 1908 году. Затем преобразовался в Геммологическую ассоциацию Великобритании.
В каждой стране, в которой разрешена торговля драгоценными камнями, существует государственная геммологическая лаборатория. Кроме государственных, существуют также частные. Последние открывают в странах, где ведется активная торговля бриллиантами (например, где организованы международные бриллиантовые биржи). В основном это делается для минимизации рисков покупки некачественной продукции или же продукции, которая не соответствует заявленным характеристикам.

## Научные направления
Направления современной геммологии:
- диагностическое
- описательное
- эстетическое
- генетическое
- прикладное и технико-экономическое
- экспериментальное
- региональное
- оценочное

Направления геммологических исследований:
- накопление диагностических данных о ювелирных камнях для повышения надёжности их безошибочной диагностики экспертами-геммологами.
- исследование свойств синтетических камней и критериев их отличия от природных аналогов (минералов).
- изучение современных методов облагораживания и поиск методов распознавания следов облагораживания.
- исследование оптических свойств алмазов и оптимизация огранки бриллиантов.
- исследование окраски самоцветов с применением компьютерного моделирования.